# Płośnica
Płośnica [pwɔɕˈɲitsa] (deutsch Heinrichsdorf) ist ein Ort im Powiat Działdowski (Kreis Soldau) der Woiwodschaft Ermland-Masuren in Polen. Er ist Amtssitz der Gmina Płośnica.

## Geographische Lage
Das Dorf liegt in der historischen Region Ostpreußen, etwa elf Kilometer nordwestlich der Kreismetropole Działdowo (Soldau) bzw. 20 Kilometer südwestlich der früheren Kreisstadt Neidenburg (polnisch Nidzica) und 65 Kilometer südwestlich der Woiwodschaftshauptstadt Olsztyn (Allenstein).

## Geschichte

### Ortsgeschichte
Die erste urkundliche Erwähnung des Orts erfolgte 1351; eine Kirche wurde bereits 1404 erwähnt. Im Jahr 1785 wird Heinrichsdorf als ein königliches Dorf mit 51 Feuerstellen (Haushaltungen) bezeichnet, das zum landrätlichen Kreis Neidenburg gehört und dessen Kirche die Mutterkirche (Mater) von Groß Koschlau ist; das zuständige Domänenamt befand sich in Soldau.
Am 28. Mai 1874 wurde der Amtsbezirk Heinrichsdorf im Kreis Neidenburg, Regierungsbezirk Königsberg (ab 1905 Regierungsbezirk Allenstein) in der preußischen Provinz Ostpreußen gebildet; er setzte sich zusammen aus:
- Heinrichsdorf, Landgemeinde
- Heinrichsdorf, Forst (zum Forstbezirk Lautenburg in Westpreußen gehörend)
- Klein Tauersee, Gutsbezirk (polnisch: Turza Mała)
- Klein Tauersee, Landgemeinde (1908/09 in den Gutsbezirk eingemeindet)
- Schreibersdorf (polnisch: Prętki)

Im Ersten Weltkrieg gab es im Dorf schwere Schäden. Nach Kriegsende musste das Dorf aufgrund der Bestimmungen des  Versailler Vertrags 1920 zum Zweck der Einrichtung des Polnischen Korridors ohne Volksabstimmung an Polen abgetreten werden.
Entsprechend dem Versailler Vertrag von 1919 ging der gesamte und zum Soldauer Gebiet gehörende Amtsbezirk Heinrichsdorf am 10. Januar 1920 an Polen über. Heinrichsdorf mit der jetzt polnischen Namensform „Płośnica“ wurde Sitz der neugebildeten Landgemeinde Płośnica im Powiat Działdowski.
Nach dem Überfall auf Polen 1939 wurde Heinrichsdorf wie das restliche Korridorgebiet vom Deutschen Reich annektiert. Der wiedererrichtete Amtsbezirk Heinrichsdorf – jetzt bestehend aus den Gemeinden Groß Lensk (polnisch Wielki Łęck), Heinrichsdorf, Klein Lensk (Mały Łęck), Przellenk (Przełęk) und Ruttkowitz (Rutkowice) – wurde dem Kreis Neidenburg zugeordnet, zu dem er bis 1945 gehörte.
Im Januar 1945 wurde die Region von der Roten Armee besetzt und das Dorf kam wieder an Polen. Heute ist Płośnica eine Ortschaft im Verbund der Gmina Płośnica im Powiat Działdowski (Kreis Soldau), bis 1998 der Woiwodschaft Ciechanów, seither der Woiwodschaft Ermland-Masuren zugeordnet. 2011 zählte das Dorf 1.047 Einwohner.

### Bevölkerungsentwicklung
| Jahr | Einwohner | Anmerkungen                                            |
| ---- | --------- | ------------------------------------------------------ |
| 1816 | 0 333     | [ 6 ]                                                  |
| 1852 | 0 674     | [ 7 ]                                                  |
| 1858 | 0 735     | davon 654 Evangelische und 81 Katholiken (keine Juden) |
| 1885 | 1.203     | [ 9 ]                                                  |
| 1910 | 1.096     | [ 10 ]                                                 |
| 1931 | 1.112     | [ 9 ]                                                  |
| 2011 | 1.047     | [ 1 ]                                                  |

## Kirche

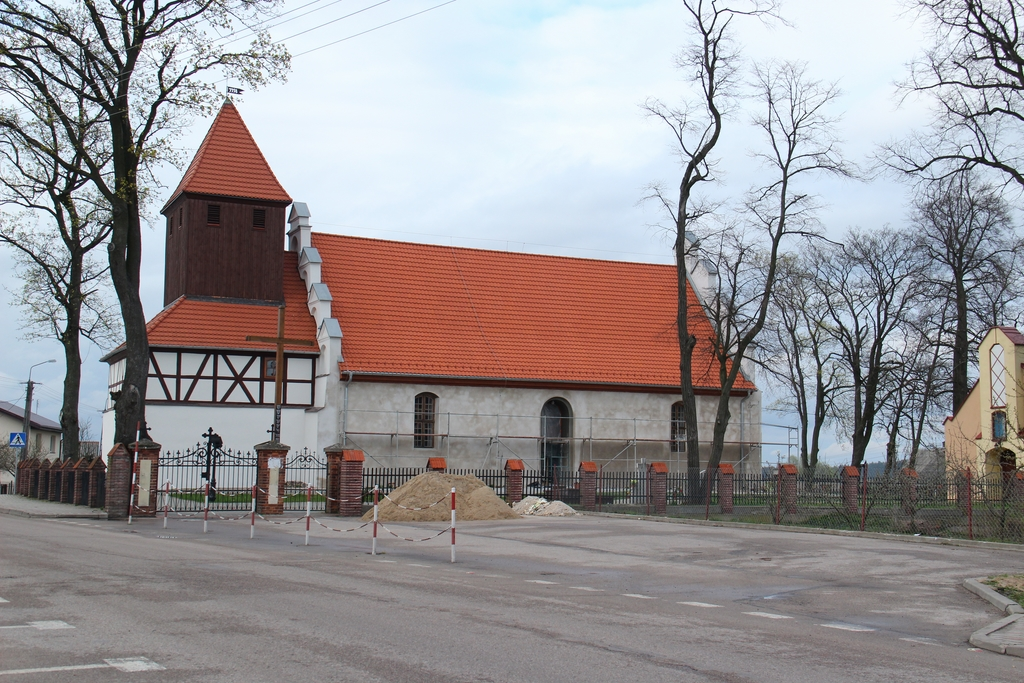
Die St.-Barbara-Kirche in Płośnica

### Kirchengebäude
Die heute römisch-katholische St.-Barbara-Kirche stammt in ihren Grundmauern aus dem 14. Jahrhundert. Bis 1945 war sie ein evangelisches Gotteshaus. In den Schwedenkriegen stark beschädigt konnte sie erst 1729 wiederhergestellt werden. Dem chorlosen Ziegelbau ist ein Westturm vorgesetzt, dessen Untergeschoss aus Fachwerk, das Obergeschoss aber aus Holz mit Helm errichtet wurde. 1853/54 fand unter Zimmermeister Chmielenski eine grundlegende Restaurierung statt. Der Hauptaltar war ursprünglich ein Kanzelaltar aus Teilen, die auf das 17. und 18. Jahrhundert zurückgingen. Die Orgel entstand 1868 in der Werkstatt Scheffler in Usdau (polnisch Uzdowo).

### Kirchengemeinde

#### Evangelisch
Seit der Reformation gab es in Heinrichsdorf eine evangelische Gemeinde. Ihr war bis 1902 die Nachbarkirche in Groß Koschlau (polnisch Koszelewy) zugeordnet, in den Jahren 1727 bis 1739 auch die dann eingegangene Kirche in Grodtken (polnisch Gródki). Die Kirche Heinrichsdorf war bis 1910 in den Kirchenkreis Neidenburg (polnisch Nidzica) in der Kirchenprovinz Ostpreußen der Kirche der Altpreußischen Union, nach 1910 in den neu gebildeten Kirchenkreis Soldau (polnisch Działdowo) eingebunden, wobei letzterer nach 1920 als Diözese Działdowo zur Unierten Evangelischen Kirche in Polen gehörte. Eine evangelische Gemeinde existiert in Płośnica nicht. Hier lebende protestantische Einwohner gehören zur Pfarrei der Erlöserkirche in Działdowo mit der Filialkirche in Lautenburg (polnisch Lidzbark), zugehörig zur Diözese Masuren der Evangelisch-Augsburgischen Kirche in Polen.

#### Römisch-katholisch
Vor 1945 gehörten die römisch-katholischen Einwohner Heinrichsdorfs zur Pfarrgemeinde Groß Lensk (polnisch Wielki Łęck). Nach 1945 entstand in Płośnica eine eigene Gemeinde, die 1949 im Bistum Kulm zu einer selbständigen Pfarrei erhoben wurde. Seit 1992 ist sie dem Bistum Toruń zugeordnet und gehört zum Dekanat Lidzbark Welski (Lautenburg).

## Gemeinde
Zur Landgemeinde (gmina wiejska) Płośnica gehören das Dorf selbst und 14 weitere Dörfer mit Schulzenämtern (sołectwa).

## Verkehr

### Straße
Płośnica liegt an einer Nebenstraße, die die Woiwodschaftsstraße 542 bei Burkat (Borchersdorf) mit der Woiwodschaftsstraße 544 bei Wielki Łęck (Groß Lensk) verbindet. Eine weitere Nebenstraße, die von Koszelewy (Groß Koschlau) nach Gródki (Grodtken) führt, verläuft durch den Ort. Weitere – von Turza Mała (Klein Tauersee) bzw. Wysoka (Hohendorf) kommend – enden innerorts.

### Schiene
1887 wurde Heinrichsdorf Bahnstation an der neugebauten Bahnstrecke Soldau–Konitz. Der Stationsname bezog den Nachbarort mit ein und lautete bis 1920 „Heinrichsdorf-Ruttkowitz“ (1920 bis 1934 Głośnica, 1923 bis 1939 Płośnica, 1939 bis 1945 wieder Heinrichsdorf-Ruttkowitz und ab 1945 erneut Płośnica). Aufgrund der Streckenstilllegung wurde die Bahnstation zum 31. Januar 2007 geschlossen. Eine Anbindung an den Bahnverkehr besteht seitdem nicht mehr.